# Муса Кесиджия
Муса Кеседжия (на сръбски: Муса Кесеџија), известен още като Муса Разбойника и Муса Главошека, е популярен легендарен герой в сръбската народна поезия и българския и македонския фолклор. Муса е най-известният съперник на Крали Марко, друг герой от южнославянския фолклор.
В поемите Муса е албански разбойник, който се бие с османския васал Крали Марко в Качанишкото дефиле в днешно Косово.

## Исторически фон

### Исторически личности
Епичният герой на Муса Кеседзи се основава на действителни исторически личности.
Според някои автори то е резултат от съюза на няколко исторически личности, сред които Муса Челеби, син на Баязид I, и Теодор II Музака от албанския благороднически род Музака, с когото Марко (Мрънявчевич) воюва за Костур (сега Кастория).
Йован Томич приема, че Муса Кеседжия се основава на друга историческа личност, един от последователите на Джеген Осман паша, който се трансформира в друг епически герой на сръбската поезия – Джемо Хрибовац (на сръбски: Ђемо Брђанин). В епическата поезия Джемо е описан като брат на Кеседжи.

## Исторически събития
Действителните исторически събития не подкрепят конспирация, в която Крали Марко (починал 1395 г.) е убил Муса Челеби (починал 1413 г.) или Моиси Арианито Големи (починал 1465 г.). Джон Ван Антверп Файн младши посочва, че Сандал Хранич може да е героят, който се би с Кеседжия и го убива, а не Марко Кралевич. Сандал Хранич допринася много за смъртта на Муса Челеби.